# Hidrogenólise
Hidrogenólise é uma reação química pela qual uma ligação simples carbono-carbono ou carbono-heteroátomo é quebrada ou sofre "lise" pelo hidrogênio. O heteroátomo pode variarmas é usualmente oxigênio, nitrogênio, ou enxofre. Uma reação química relacionada pela hidrogenação, onde hidrogénio é adicionado à molécula, sem quebrar ligações. Normalmente a hidrogenólise é conduzida catalíticamente usando-se hidrogénio na forma de gás.